# Abobra
Abobra és un gènere de plantes amb flors monotípic dins la família cucurbitàcia la seva única espècie és Abobra tenuifolia (sinònims Abobra viridiflora Naudin., Bryonia tenuifolia Hook. i Arn.). És una planta nativa d'Amèrica del Sud i de vegades es cultiva com planta ornamental i també pel seu fruit comestible.